# NGC 816
NGC 816 est une galaxie compacte située dans la constellation du Triangle. NGC 816 a été découverte par l'astronome français Édouard Stephan en 1871.

## Caractéristiques
Sa vitesse par rapport au fond diffus cosmologique est de 10 826 ± 26 km/s, ce qui correspond à une distance de Hubble de 160 ± 11 Mpc (∼522 millions d'al).